# Таня Дангалакова
Таня Дангалакова (30 червня 1964) — болгарська плавчиня.
Олімпійська чемпіонка 1988 року, учасниця 1980 року.
Призерка Чемпіонату світу з водних видів спорту 1986 року.
Чемпіонка Європи з водних видів спорту 1985 року, призерка 1983, 1989, 1991 років.
Переможниця літньої Універсіади 1985 року.